# Meix Vell
Meix Vell és una masia situada al poble de Lladurs, al municipi del mateix nom, al Solsonès, documentada des del segle xiv.